# تنظيم القوميين الأوكرانيين
تنظيم القوميين الأوكرانيين عملت المنظمة لأول مرة في شرق غاليسيا (ثم جزء من بولندا ما بين الحربين). ظهر كاتحاد بين المنظمة العسكرية الأوكرانية، ومجموعات اليمين المتطرف الأصغر، والقوميين الأوكرانيين والمفكرين اليمينيين المتطرفين الذين يمثلهم دميترو دونتسوف، ويفهن كونوفاليتس، وميكولا ستسيبورسكي وغيرهم من الشخصيات.
في عام 1940 انقسمت المنظمة إلى قسمين. دعم الأعضاء الأكبر سناً والأكثر اعتدالاً Andriy Melnyk و OUN-M ، في حين أيد الأعضاء الأصغر والأكثر تطرفًا برنامج OUN-B من ستيبان بانديرا. بعد بدء غزو المحور للاتحاد السوفيتي في 22 يونيو 1941 ( عملية بارباروسا )، أعلنت OUN -B في شخص ياروسلاف ستتسكو دولة أوكرانية مستقلة في 30 يونيو 1941 في لفيف المحتلة، بينما كانت المنطقة تحت السيطرة ألمانيا النازية.  ردا على ذلك، قمعت السلطات النازية قيادة المنظمة. في أكتوبر 1942، أنشأت OUN-B جيش المتمردين الأوكراني (UPA).
لاستباق الجهود البولندية في المستقبل لإعادة ترسيم حدود بولندا ما قبل الحرب،  في 1943-1944 نفذت بعض الوحدات العسكرية في جيش المتمردين الأوكراني عمليات تطهير عرقي واسعة النطاق ضد الشعب البولندي.  يقدر المؤرخون أن 100000 مدني بولندي قد ذبحوا في فولينيا وشرق غاليسيا.   
خلال وبعد الحرب الباردة، دعمت وكالات الاستخبارات الغربية، بما في ذلك وكالة المخابرات المركزية المنظمة سراً. 

## التاريخ

### الخلفية والإنشاء

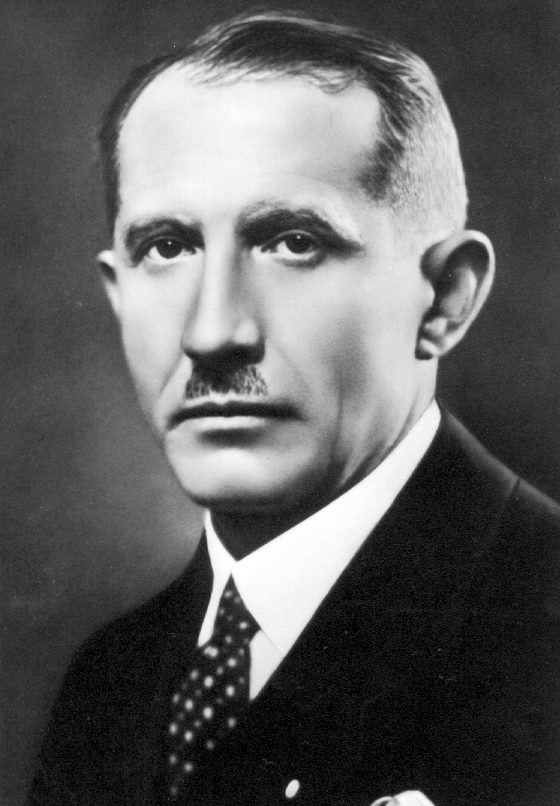
يفن كونوفاليتس

في عام 1919 مع نهاية الحرب البولندية الأوكرانية، استولت الجمهورية البولندية الثانية على معظم الأراضي التي تطالب بها الجمهورية الوطنية الأوكرانية الغربية (استولى الاتحاد السوفيتي على البقية). بعد مرور عام، أنشأ الضباط الأوكرانيون المنفيون المنظمة العسكرية الأوكرانية (الأوكرانية - أوكرانيا): Ukrayins'ka Viys'kova Orhanizatsiya ، وهي منظمة عسكرية سرية مؤلفة من قدامى المحاربين الأوكرانيين بهدف مواصلة الكفاح المسلح ضد بولندا. لزعزعة استقرار الوضع السياسي، وإعداد المحاربين القدامى الذين تم نزع سلاحهم من أجل الانتفاضة المعادية لبولندا. كان المنظمة العسكرية الأوكرانية منظمة عسكرية صارمة ذات بنية قيادة عسكرية. في عام 1925 بعد صراع على السلطة، تم طرد جميع مؤيدي رئيس جمهورية أوكرانيا الشعبية الغربية المنفي يفين بتروشيفيتش. 

## قادة
- 1929 – 1938 يفين كونوفاليتس
- 1938 – 1940 أندريه ميلنيك

### أون (ميلنيك)
- 1940 – 1964 أندري ميلنيك
- 1964 – 1977 أوله شتول
- 1977 – 1979 دينيس كفيتكوفسكي
- 1979 – 2012 ميكولا بلافيوك
- 2012 – بوهدان شرفاك

### أون (بانديرا)
- 1940 – 1959 ستيبان بانديرا
- 1959 – 1968 ستيبان لينكافسكي
- 1968 – 1986 ياروسلاف ستتسكو
- 1986 – 1991 فاسيل أوليسكيف
- 1991 – 2001 سلافا ستيتسكو
- 2001 – 2009 أندريه هايداماخا
- 2009 – ستيفان رومانيف

### عون (الخارج)
- 1954 – 1956 زينون ماتلا
- 1956 – 1957 ليف ريبت
- 1957 – ؟ ؟ ؟ ؟ رومان إيليتسكي
- ؟؟؟؟ – 1979 بوهدان كورديوك
- 1979 – 1991 داريا رابيت
- 1991 – اناتول كامينسكي